# Croatie rouge
La Croatie rouge (latin : Croatia Rubea ; croate : Crvena Hrvatska) est un terme utilisé en histoire pour désigner le Sud-Est de la Dalmatie romaine augmentée de quelques territoires. Cette désignation comprend des parties du Monténégro, de l'Albanie et de la Herzégovine contemporains et la partie sud-est de la Croatie qui s'étend le long de la mer Adriatique.
Le terme fut employé pour la première fois dans une version de la Chronique du Prêtre de Dioclée, qui date des années 1298–1300. Il fut mentionné plus tard dans différentes langues et à différentes époques et lieux. Au XIXe siècle, à l'ère du nationalisme romantique, il devint un centre d'intérêt et le sujet de recherches. Il faisait souvent partie intégrante du nationalisme croate, dans lequel la Croatie rouge était parfois popularisée en tant qu'état historique pour le peuple croate et qui devait donc logiquement faire partie de la Grande Croatie.

## Étymologie
La Croatie rouge fut mentionnée pour la première fois dans la Chronique du prêtre de Dioclée, une œuvre essentiellement fictive écrite par un prêtre catholique romain de la Dioclée. La version originale de la Chronique n'existe plus. On en trouve uniquement des copies remontant aux XVIe et XVIIe siècles. On estime que l’œuvre originale fut écrite entre la fin du XIIIe siècle et le XVe siècle. Une majorité d'historiens s'accordent pour la dater aux environs de 1300. De nombreuses suppositions erronées ont entouré l'identité de l'écrivain, anonyme.
Les recherches les plus récentes l'identifient comme un membre de l'ordre cistercien, connu sous le nom de Rudger et d'origine tchèque. Il aurait travaillé dans l'archevêché de Split pour le Ban croate Paul Šubić. Ce dernier était de 1298 à 1301 l'archevêque de Bar. Si ce prêtre n'a pas emprunté le terme de Croatie rouge auprès d'une source inconnue et qu'il en est l'inventeur, on pense qu'en partie ses motivations répondaient aux ambitions territoriales de la famille Šubić. Cette dernière avait des vues sur toutes les terres croates. Cette hypothèse expliquerait aussi l'absence de ce terme dans la première version de la Chronique, alors centrée sur la Bosnie. La seconde version fut écrite après que Paul Šubić fut devenu le «Seigneur de la Bosnie».
Le linguiste croate Pětar Skôk postula que ce terme était le résultat de la translittération du nom de la région monténégrine de Crmnica ou Crvnica, qui se traduit par «Terre rouge».
Selon le prêtre de Dioclée, le royaume imaginaire des Slaves recouvrait deux régions : d'une part la Maritima (Littoral) située entre les montagnes dinariques et la mer Adriatique, également définie comme la zone où les «rivières des montagnes coulent vers le sud dans la mer» et d'autre part la Serbie, qui englobait la zone entre les montagnes dinariques et le Danube. Cette deuxième région est décrite dans la Chronique comme «la région où les fleuves coulent des montagnes vers le nord dans le puissant fleuve du Danube». Ainsi, la Maritima englobait uniquement les zones du bassin de drainage de la mer Adriatique, tandis que la Serbie englobait des zones du bassin de la mer Noire (Danube). La Maritima était encore divisée en deux zones: les Croatie blanche et rouge. Cette dernière englobait l'Herzégovine actuelle, la partie sud du Monténégro et le nord de l'Albanie. D'autre part,  de cette Chronique engloberait la majeure partie de la Serbie contemporaine, la partie nord du Monténégro, la majeure partie de la Bosnie et de la Croatie au nord des montagnes dinariques.

## Références originales

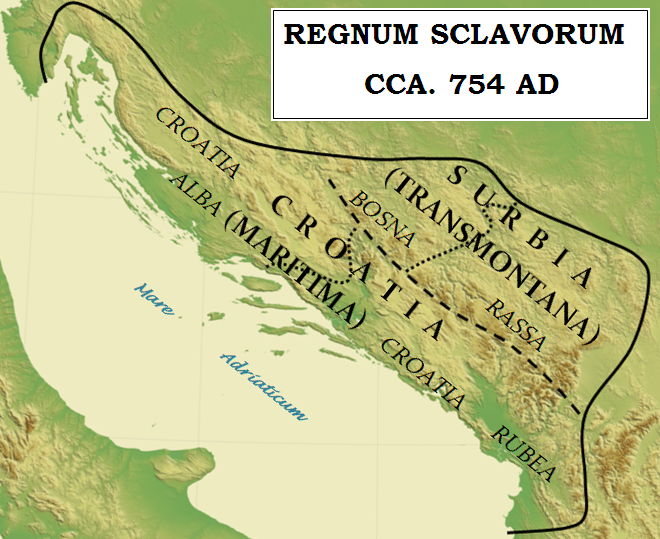
Carte du royaume slave fictif du roi Svetopelek dans les Balkans occidentaux tel qu'il a été décrit dans la chronique Chronique du prêtre de Dioclée.